# 1 500 mètres masculin aux Jeux olympiques d'été de 1964 (athlétisme)
Navigation
Rome 1960 Mexico 1968
L'épreuve du 1 500 mètres masculin aux Jeux olympiques de 1964 s'est déroulée du 17 au 21 octobre 1964 au Stade olympique national de Tokyo, au Japon.  Elle est remportée par le Néo-zélandais Peter Snell.

## Résultats

### Finale
| Rang               | Athlète           | Pays             | Temps        | Notes |
| ------------------ | ----------------- | ---------------- | ------------ | ----- |
| Médaille d'or      | Peter Snell       | Nouvelle-Zélande | 3 min 38 s 1 |       |
| Médaille d'argent  | Josef Odložil     | Tchécoslovaquie  | 3 min 39 s 6 |       |
| Médaille de bronze | John Davies       | Nouvelle-Zélande | 3 min 39 s 6 |       |
| 4                  | Alan Simpson (en) | Royaume-Uni      | 3 min 39 s 7 |       |
| 5                  | Dyrol Burleson    | États-Unis       | 3 min 40 s 0 |       |
| 6                  | Witold Baran      | Pologne          | 3 min 40 s 3 |       |
| 7                  | Michel Bernard    | France           | 3 min 41 s 2 |       |
| 8                  | John Whetton      | Royaume-Uni      | 3 min 42 s 4 |       |
| 9                  | Jean Wadoux       | France           | 3 min 45 s 4 |       |

## Légende
Records et Performances
- AR : Record continental (area record)
- CR : Record des championnats (championship record)
- MR : Record du meeting (meet record)
- NR : Record national (national record)
- OR : Record olympique (olympic record)
- PR : Record paralympique (paralympic record)
- PB : Record personnel (personal best)
- SB : Meilleure performance personnelle de la saison (season's best)
- WL : Meilleure performance mondiale de l'année (world leader)
- WJR : Record du monde junior (world junior record)
- WR : Record du monde (world record)

Circonstances et Conditions
- DNF : N'a pas terminé (did not finish)
- DNS : N'a pas pris le départ (did not start)
- DQ : Disqualification (disqualification)
- NM : Aucun essai valable enregistré (No Mark)
- Q : Qualifié « directement » au prochain tour (ou à la prochaine compétition), lors d'une compétition majeure, grâce au classement ou à la réalisation des minima (automatic qualifier)
- q : Qualifié au prochain tour (ou à la prochaine compétition), lors d'une compétition majeure, grâce au repêchage ou à la réalisation de l'une des meilleures performances parmi celles des « non qualifiés directement » (grâce au meilleur temps ou à la meilleure distance par exemple) (secondary qualifier)